# Woroud Sawalha
Woroud Sawalha (arabisch ورود صوالحة; * 3. November 1991 in Asira ash-Shamaliya) ist eine ehemalige palästinensische Leichtathletin, die sich auf den Mittelstreckenlauf spezialisiert hat.

## Sportliche Laufbahn
Erste internationale Erfahrungen sammelte Woroud Sawalha im Jahr 2012, als sie bei den Hallenweltmeisterschaften in Istanbul mit 2:51,87 min in der Vorrunde im 800-Meter-Lauf ausschied. Im August nahm sie dank einer Wildcard an den Olympischen Sommerspielen in London teil und schied dort mit 2:29,26 min in der ersten Runde aus. Zudem war sie Fahnenträgerin Palästinas während der Abschlussveranstaltung der Spiele. Im Jahr darauf kam sie bei der Sommer-Universiade in Kasan mit 2:37,27 min nicht über den Vorlauf hinaus und anschließend kam sie bei den Islamic Solidarity Games in Palembang über 3000 m Hindernis nicht ins Ziel. 2015 verpasste sie bei den Asienmeisterschaften in Wuhan mit 2:43,81 min den Finaleinzug über 800 Meter und beendete daraufhin ihre aktive sportliche Karriere im Alter von 24 Jahren.

## Persönliche Bestleistungen
- 800 Meter: 2:29,16 min, 8. August 2012 in London